# راندولف غرينفيلد آدامز
راندولف غرينفيلد آدامز (بالإنجليزية: Randolph Greenfield Adams) هو مؤرخ وأمين مكتبة أمريكي، ولد في 7 نوفمبر 1892 في بنسيلفانيا في الولايات المتحدة، وتوفي في 4 يناير 1951 في آن آربر في الولايات المتحدة.